# زكريا (قرية)

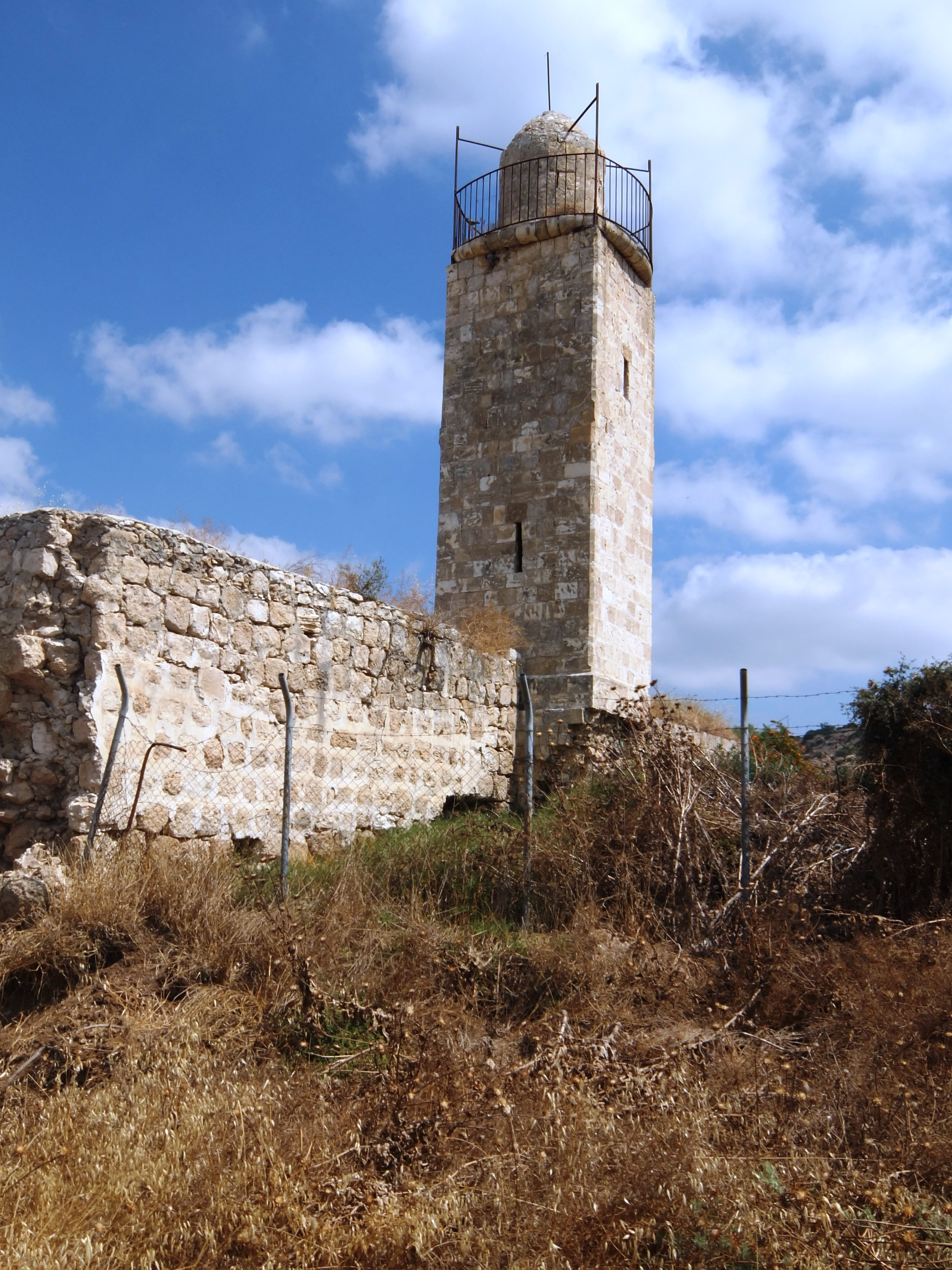
أحد المساجد في قرية زكريا

قرية زكريا قرية فلسطينية، تقع شمال غربي محافظة الخليل وهي من قرى قضاء الخليل التي احتلت عام 1948.
اسم زكريا معناه (من يذكره الله) ولا علاقة لنبي الله زكريا بهذا الموقع، تقع قرية زكريا إلى الشمال الغربي من الخليل مرتفعة 287 مترا عن سطح البحر. للقرية 15320 دونماً كانت تزرع حبوب، وبقول وأشجار مثمرة من مياه الأمطار. وكانت تغطي الأشجار الحرجية والشجيرات والأعشاب الطبيعية مساحات على سفوح التلال ومنحدرات الأودية وكانت تستغل كمراعي طبيعية. وفيها من الأماكن الأثرية تل زكريا وخربة الشريعة وخربة الصغير.
ازداد عدد سكان قرية زكريا من 682 عربياً عام 1922 إلى 1180 عام 1945. وقد احتل اليهود القرية عام 1948. وفي عام 1950 أقاموا مستعمرة «كفار زخريا» الملاصقة للقرية ثم مستعمرة " سدوت ميخا [الإنجليزية]" في الجزء الشمالي الغربي من أراضي زكريا عام 1955.